# Mário Moniz Pereira
Mário Alberto Freire Moniz Pereira ComIH • GOIH • ComIP (Lisboa, 11 de fevereiro de 1921 - Lisboa, 31 de julho de 2016) foi um professor, desportista, atleta, treinador e autor de canções. Foi praticante de andebol, basquetebol, futebol, hóquei em patins, ténis de mesa, voleibol e atletismo.
Ele era conhecido em Portugal como "Senhor Atletismo" e é considerado o principal responsável pelas conquistas na modalidade depois da chegada da democracia no país.

## Biografia
Moniz Pereira nasceu a 11 de Fevereiro de 1921, em Lisboa.
Filho de um importador de automóveis, Moniz Pereira estudou no Instituto Nacional de Educação Física, atual Faculdade de Motricidade Humana, aí completando a sua licenciatura em Educação Física. Tornar-se-ia depois professor do INEF, função que exerceu durante 27 anos.
Como atleta, sagrou-se campeão universitário de Portugal de triplo salto e recordista nacional, campeão regional e nacional de salto em altura, triplo e salto em comprimento, em veteranos, e recordista ibérico de salto em comprimento na mesma categoria. No voleibol foi campeão de Lisboa pelo Ginásio Clube de Lisboa, de Portugal pelo Sporting e da I Divisão ao serviço do CDUL.
Desempenhou funções de técnico nesta modalidade, nomeadamente no Sporting Clube de Portugal, Ginásio Clube de Lisboa, Centro Desportivo Universitário de Lisboa e no Ginásio Clube Português. Ganhou a medalha de bronze na prova de salto em comprimento e triplo salto no Campeonato Mundial de Veteranos em 1977 (Gotemburgo) e também no triplo salto do Campeonato Europeu de 1982 em Estrasburgo.
Como técnico de atletismo esteve presente em 12 Jogos Olímpicos, em 13 Campeonatos da Europa e em 21 Campeonatos do Mundo de Crosse.
Mário Moniz Pereira foi um "fazedor de campeões" que projectaram Portugal no desporto mundial, como Carlos Lopes, Fernando Mamede, Domingos Castro, Dionísio Castro, Francis Obikwelu e Naide Gomes.
De 1976 a 1983 foi director do Estádio Nacional e em 1982 presidiu à Comissão de Apoio à Alta Competição. Foi director técnico da Federação Portuguesa de Atletismo, Seleccionador Nacional de Atletismo e de Voleibol, Presidente da Comissão Central de Árbitros de Voleibol e Árbitro Internacional no Campeonato do Mundo de Paris, em 1956.
Foi sócio honorário da Associação Internacional de Treinadores de Atletismo e foi nomeado Conselheiro da Universidade Técnica de Lisboa em 1985.
Em 2001 recebeu o Emblema de Ouro da Associação Europeia de Atletismo, a mais alta condecoração individual na modalidade. A pista de atletismo do antigo Estádio José Alvalade recebeu o seu nome, em homenagem ao homem que mais contribuiu para o desenvolvimento do atletismo "leonino". Foi vice-presidente do Conselho Directivo do Sporting para as modalidades Amadoras até 2011. Foi, até à sua morte, o sócio n.º 2 do Sporting Clube de Portugal.
Moniz Pereira foi ainda o autor dos livros Manual de Atletismo do Conselho Providencial de Educação Física de Angola (1961) e Carlos Lopes e a Escola Portuguesa do Meio-Fundo (1980).
Faleceu no dia 31 de Julho de 2016, vítima de pneumonia, aos 95 anos de idade.
A 6 de Março de 2018 foi homenageado no Museu Nacional do Desporto com a reconstituição fiel da sua sala de trabalho.

### Compositor musical
Além do desporto, Moniz Pereira destacou-se ainda como um prolífero compositor musical, nomeadamente de Fado. Ao todo é autor da música de 114 temas, assim como de algumas letras, de acordo com os registos da Sociedade Portuguesa de Autores. Entre esses temas constam alguns dos fados e canções mais conhecidos do panorama musical português, interpretados por figuras como Amália Rodrigues, Lucília e Carlos do Carmo, Carlos Ramos, Tony de Matos, Fernando Tordo, João Braga, Camané, Paulo de Carvalho, Maria da Fé, Rodrigo e Maria Armanda.
Em 2002 foi editada uma compilação denominada Moniz Pereira: 40 Anos de Música, onde assinou a música na totalidade dos 22 temas e algumas letras sendo as restantes da autoria de Rosa Lobato Faria, José Carlos Ary dos Santos, Júlio de Sousa, Vasco Lima Couto, João Dias, Emílio Vasco ou Fernando Tordo.

## Prémios e condecorações
- Medalha de Mérito Desportivo em 1976 e 1984[3]
- Comendador da Ordem do Infante D. Henrique (9 de Abril de 1981)[1]
- Comendador da Ordem da Instrução Pública (26 de Outubro de 1984).[1]
- Medalha de Mérito em Ouro (1985)[3]
- Ordem Olímpica (1988)[3][6]
- Grande-Oficial da Ordem do Infante D. Henrique (26 de Março de 1991).[1]
- Recebeu o Globo de Ouro 2013 na categoria de Mérito e Excelência.
- Foi uma das 50 figuras do fado e da guitarra portuguesa homenageadas, em 2012, aquando da celebração do primeiro aniversário do fado enquanto Património Imaterial da Humanidade, tendo nessa altura recebido a Medalha Municipal de Mérito (Grau Ouro), da cidade de Lisboa. [7][8]